# Richard Draeger
Richard Draeger   (Pasadena, 22 de setembre de 1937 - Novato, 8 de febrer de 2016) fou un remer estatunidenc que va competir a finals de la dècada de 1950.
El 1960 va prendre part en els Jocs Olímpics d'Estiu de Roma, on guanyà la medalla de bronze en la prova del dos amb timoner del programa de rem. Formà equip amb Conn Findlay i Henry Mitchell. En el seu palmarès també destaca un campionat nacional.